# الخط الزمني لعلم الكون
يتفقد الخط الزمني لعلم الكون تطور النظريات والمشاهدات التي أنجزها الإنسان بغرض فهمه للكون الذي نعيش فيه وبصفة خاصة منذ ألفي عام أو بعض الوقت قبل ذلك التاريخ. وقد اتبع التطور الحديث في علم الفلك المسلك العلمي في دراسة الكون الفيزيائي.

## التطور قبل عام 1900
- في القرن 16 قبل الميلاد بدأ التفكير في أصل الكون، حيث اعتقد أن الأرض والسماء يكونان وحدة كونية فضائية مستديرة تدور حول مكان إلاهي.[1] وكانوا يعتقدون في تعدد الأرض والسماء.[2]
- وفي القرن 6 قبل الميلاد تبين خريطة بابل للعالم أن بابل على نهر الفرات وتحيطها دوائر من البلاد تبين أشور وأرمينيا وبعض مدن أخرى ويحيطها جميعا مياه مالحة بها سبعة جزر منظومة على شكل نجمة سباعية. وكان يعتقد ان الأرض تغطيها قبة مرصعة بالنجوم.
- في القرن 4 قبل الميلاد نادى أرسطو بكون تتوسطه الأرض حيث اعتبر أن الأرض ثابتة وأن الكون محدود ولكنه اعتبر أن الزمن لا حدود له.
- في القرن 3 قبل الميلاد اقترح أرستارخوس ساموس كونا تتوسطه الشمس.
- في القرن 2 قبل الميلاد اقترح بطليموس السكندري كونا تتوسطه الأرض، واعتبر أن الشمس والكواكب تدور حول الأرض.
- بين القرن 5 والقرن 11 بعد الميلاد نادى بعض الفلكيون مثل أريابهاتا وجعفر بن محمد أبو معشر البلخي وكذلك السيجي كونا تتوسطه الشمس.
- في القرن السادس بعد الميلاد نادى جون فيلوبونوس بكون نهائي في الزمن واعترض على الفكرة الإغريقية القديمة التي كانت تنادي بكون لانهائي زمنيا.
- في القرن 8 بعد الميلاد نشأت الفكرة الهندوسية في الفلك التي تصف أن الكون يمر بدورات متعددة في التطور يتخللها الفناء وعودة الميلاد. وكانت تلك الفكرة تظن أن كل دورة تستغرق نحو 3 و4 مليار سنة.
- بين القرن 9 والقرن 12 بعد الميلاد عضد كل من علماء المسلمين مثل الكندي، و سعد بن يوسف، والغزالي فكرة نشأة الكون في الماضي، وعززوا نظريتهم بتفكير المنطقي يناهض فكرة الكون اللانهائي زمنيا.
- عام 964 قام العالم المسلم عبد الرحمن بن عمر الصوفي باجراء أول مشاهدة لمجرة المرأة المسلسلة (مجرة) ومجرة ماجلان الكبرى، وهما أول مجرات تعرف إلى جانب مجرة درب التبانة التي توجد فيها الشمس، وسجل تلك المشاهدات في كتابصور الكواكب الثمانية والأربعين.
- في القرن 12 بعد الميلاد ناقش العالم المسلم فخر الدين الرازي موضوع الكون ورفض رأي أرسطو القائل بأن الأرض تتوسط الكون وبرجوعه إلى ما جاء في القرآن الكريم، تصور بأن الكون مكون من آلاف الآلاف من العوالم[ا] خارج هذا العالم.[3] ونادى بأن توجد فضاء خارجي لا نهائي خارج عالمنا[ب][4] وأنه قد توجد عوالم أخرى لا حصر لها.

- في القرن 13 قدم نصير الدين الطوسي أول دليل عملي لدوران الأرض حول محورها،
- وفي القرن 15 قدم على بن محمد سمرقندي دليل عملي على دوران الأرض حول محورها وأظهر بطلان آراء أرسطو وبطليموس بأن الأرض ثابتة.
- وبين القرن 15 - والقرن 16 بعد الميلاد اقترح نيلاكانثا وتيخو براها كونا تتوسط فيه الشمس مدارات الكواكب، أن الشمس تدور حول الأرض، وهذا النموذج يسمى «نظام تيخو».
- وفي عام 1543 قام نيقلاوس كوبرنيكوس بنشر بحثه عن توسط الشمس لجميع الكواكب وكان عنوانه De revolutionibus orbium coelestium.
- في عام 1576 قام توماس ديجيس بتعديل نظام كوبرنيكوس عن طريق إزالته للحافة الخارجية وملأها بفضاء يحوي نجوم متناثرة.
- في عام 1584 اقترح جوردانو برونو كونا لا تسوده المجموعة الشمسية أي أنها لا تتوسط الكون ونادى بأن المجموعة الشمسية ما هي إلا عبارة عن نظام من نظم النجوم.
- عام 1610 ناقش يوهانز كبلر على أساس الليالي المظلمة مفسرا عدم إمكان أن يكون الكون لانهائيا
- وفي عام 1687 قام سير إسحاق نيوتن بوصف حركة الكواكب.
- في عام 1720 وضع إدموند هالي صيغة أولية «لتناقض أولبرز» (انظر الصورة وانظر اسفله).

تناقض أولبرز

- في عام 1744 أيد جين فيليب شيسو التصور الأولي أيضا لتناقض أولبرز.
- عام 1791 دون إراسموس داروين قصيدته الشعرية The Botanic Garden عن كون يتمدد وينكمش دوريًا
- عام 1826 صاغ هاينريش فلهلم أولبرز التناقض المسمى باسمه «تناقض أولبرز». وتناقض أولبرز يسمى أيضًا تناقض ظلام الليل: وهو يقول أنه لو كان الكون لانهائيا وممتلئ بالنجوم لأصبح الليل مضيئا، إذ في غياب الشمس وإذا كانت السماء ممتلئة بالنجوم لاستطعنا رؤية نجم في كل نقطة من السماء فتكون السماء مضيئة ولا مكان لليل.
- عام 1848 قدم إدجار ألان بوي أول حل سليم لتناقض أولبرز في قصيدة شعرية Eureka: A Prose Poem، وهي قصيدة تعبر عن كون يتمدد وينكمش.

## 1900–1949
- 1905 قام ألبرت أينشتاين بنشر النظرية النسبية الخاصة وهي تشير إلى الارتباط بين المكان والزمان، وأن كل منهما ليس مطلقا وإنما متحدان في الزمكان.
- 1915 صاغ ألبرت أينشتاين النظرية النسبية العامة التي تبين أن توجد كثافة للطاقة تحتضن الزمكان.
- 1917 يتوصل فيليم دي سيتر إلى معادلات تصف كونا ثابتا له ثابت كوني، كما تصف كونا يتمدد له ثابت كوني، ويسمى «كون دي سيتر».
- 1922 فيستو سليفر يكتشف انزياح أحمر يتواجد في أطياف السدم الإهليجية.
- 1922 ألكسندر فريدمان يجد حلا لمعادلات المجال لأينشتاين تبين تمدد الكون.
- 1927 جورج لامتر يناقش عملية الخلق على أساس كون يتمدد تنطبق عليه معادلات المجال لأينشتاين. وعن طريق حلوله لمعادلات أينشتاين يتوصل لعلاقة بين الانزياح نحو الأحمر وبُعد السدم الإهليجية.
- 1928 يبين هوارد روبرتسون أن الانزياح الأحمر الذي قام بقياسه فيستو سليبر بالإضافة إلى قياسات قدر سطوع المجرات تعطي علاقة بين بُعد السدم عنا ومقدار الانزياح الأحمر.
- 1929 يبين إدوين هابل عن طريق قياساته العلاقة الخطية بين الانزياح الأحمر وبعد المجرات ويثبت تمدد واتساع الكون.
- 1933 إدوارد ميلني يصيغ المبدأ الكوني.
- 1934 يفسر جورج لومتري الثابت الكوني بأنه يعود إلى طاقة الفراغ لها علاقة تشبه معادلة السائل المثالي.
- 1938 باول ديراك بفترض فرض ديراك للأعداد الكبيرة، والتي تقول بأن ثابت الجاذبية قد يكون صغيرًا ربما بسبب انخفاضها البطئي مع الزمن.
- 1948 رالف ألفر وهانز بيته وجورج جاموف يفحصون كل على حده تخليق العناصر في كون يتمدد ويبرد سريعًا. ويقترحون أن تكوّن العناصر جاء عن طريق امتصاص النيوترونات.
- 1948 هيرمان بوندي وتوماس جولد وفريد هويل يقترحون كون ثابت على أساس المبدأ الكوني المثالي.
- 1948 جورج جاموف يتنبأ بوجود إشعاع الخلفية الميكروني الكوني عن طريق دراسته لخواص إشعاع كون يتمدد ناشئ.